# Katholieke Kerk in Malta

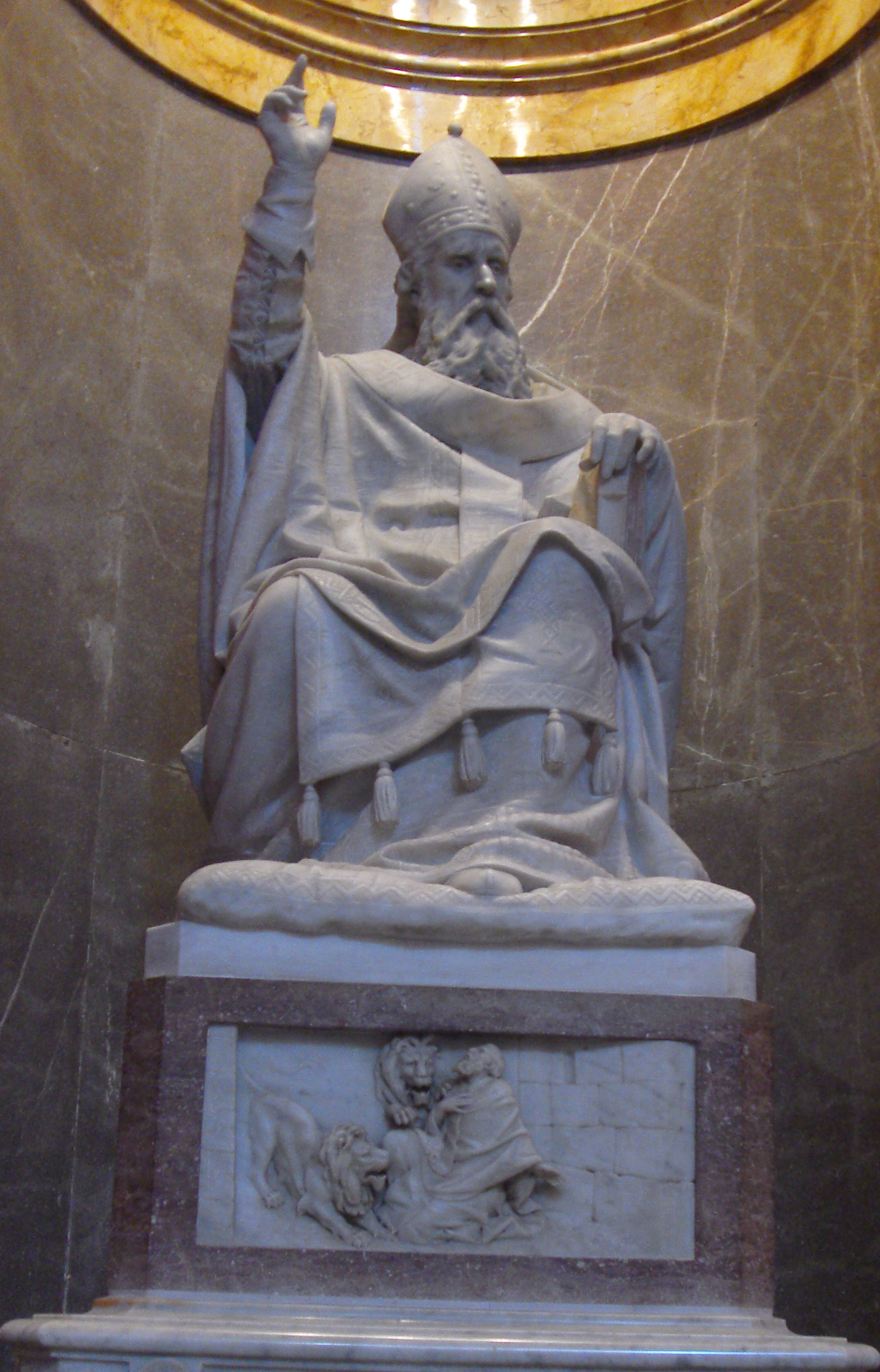
De heilige Publius van Malta, de eerste bisschop van Malta en een van de patroonheiligen van het eiland.

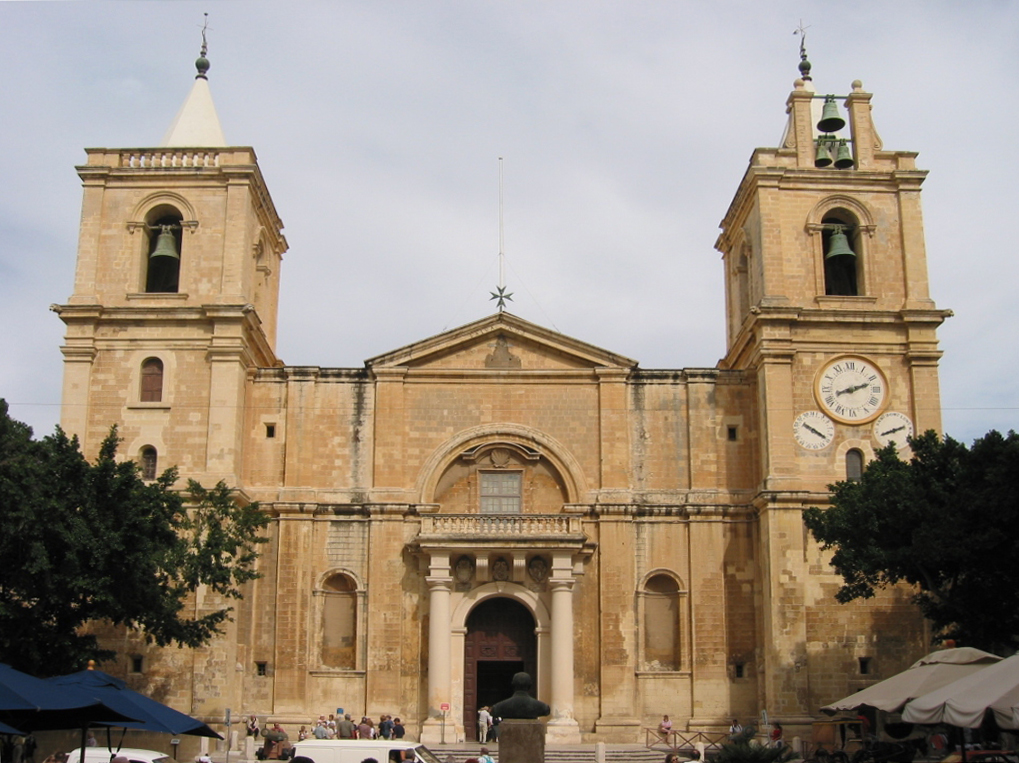
Kathedraal van Valletta, cokathedraal van het aartsbisdom Malta.

De Katholieke Kerk in Malta maakt deel uit van de wereldwijde Katholieke Kerk, onder het leiderschap van de paus en de Curie.
De Maltese bevolking is in overgrote meerderheid katholiek. Het katholieke geloof is de staatsreligie.
Apostolisch nuntius voor Malta is sinds 24 oktober 2022 aartsbisschop Savio Hon Tai-Fai S.D.B., die tevens nuntius is voor Libië.

## Geschiedenis
In de Handelingen van de Apostelen wordt verteld hoe de apostel Paulus na zijn schipbreuk op het eiland Malta ontvangen werd door de heilige Publius van Malta, de eerste bisschop van Malta en een van de patroonheiligen van het eiland. Malta werd hiermee een van de eerste christelijke gebieden in Europa.

## Bisdommen
Kerkprovincie Malta:
- Aartsbisdom Malta
  - Bisdom Gozo

Albanië · Andorra · Armenië · Azerbeidzjan · België · Bosnië en Herzegovina · Bulgarije · Cyprus · Denemarken · Duitsland · Estland · Finland · Frankrijk · Georgië · Griekenland · Groot-Brittannië · Hongarije · IJsland · Ierland · Italië · Kazachstan · Kroatië · Letland · Liechtenstein · Litouwen · Luxemburg · Malta · Moldavië · Monaco · Montenegro · Nederland · Noord-Macedonië · Noorwegen · Oekraïne · Oostenrijk · Polen · Portugal · Roemenië · Rusland · San Marino · Servië · Slovenië · Slowakije · Spanje · Tsjechië · Turkije · Vaticaanstad · Wit-Rusland · Zweden · Zwitserland